# Walter Gutermann
Walter Eckhard Gutermann ( 1935 ) es un botánico, profesor austríaco; pionero en la investigación sobre las comunidades vegetales. Desarrolla sus actividades académicas en el "Departamento de Biogeografía", de la Universidad de Viena.

## Algunas publicaciones
- rosabelle Samuel, walter Gutermann, tod f. Stuessy, claudete f. Ruas, hans-walter Lack, karin Tremetsberger, salvador Talavera, barbara Hermanowski, friedrich Ehrendorfer. 2006. Molecular phylogenetics reveals Leontodon (Asteraceae, Lactuceae) to be diphyletic. American Journal of Botany 93 : 1193–1205 doi = 10.3732/ajb.93.8.1193 En línea

- w. Greuter, w. Gutermann, s. Talavera. A preliminary conspectus of Scorzoneroides (Compositae, Cichorieae) with validation of the required new names. Willdenowia 36 : 689–692 ISSN 0511-9618, doi = 10.3372/wi.36.36204 En línea

- 1972. Draba aspera, eine für die Karawanken neue Art. 3 pp.

### Libros
- 1974. Erigeron acris subs. macrophyllus, eine verkannte Sippe des Alpen-Ostrandes. Ed. F. Berger. 79 pp.

## Honores
- Miembro correspondiente del "Museo de Historia natural de Viena"[2]

### Epónimos
Especies
- (Ranunculaceae) Ranunculus × gutermannii Janch.[3]
- La abreviatura «Gutermann» se emplea para indicar a Walter Gutermann como autoridad en la descripción y clasificación científica de los vegetales.[4]